# 耿遵珠
耿遵珠（1966年2月—），山东茌平人，汉族，中国共产党党员。中华人民共和国政治人物、第十三届全国人民代表大会山东省代表。

## 生平
2018年，耿遵珠被选为山东省出席第十三届全国人民代表大会代表。